# Ernest Choquin de Sarzec
Ernest Choquin de Sarzec (ur. 1837 w Rennes, zm. 1901 w Poitiers) – francuski dyplomata, archeolog, odkrywca starożytnej cywilizacji sumeryjskiej.

## Życiorys
Ernest Choquin de Sarzec urodził się w 1837 roku w Rennes.
Pracował jako zawodowy dyplomata dla rządu francuskiego, najpierw w Etiopii i Egipcie, a od 1877 roku jako konsul w Basrze w Iraku. Interesował się sztuką orientalną. Praca w Basrze nie była wymagająca i de Sarzec spędzał wiele czasu jeżdżąc po terenach południowej Mezopotamii, skupując gliniane tabliczki. W 1874 roku, dowiedział się o starych posągach i tabliczkach w Tello (zidentyfikowanym jako starożytne miasto Girsu) i wystarał się dla siebie o wyłączne prawo do prowadzenia tam wykopalisk. W 1877 roku rozpoczął tam wykopaliska. Odkrył struktury i artefakty – posąg króla Gudei i archiwum tabliczek glinianych – świadczące o cywilizacji wcześniej niż babilońskiej i asyryjskiej – cywilizacji sumeryjskiej.
De Sarzec zmarł w 1901 roku w Poitiers.
Prace de Sarzeca w Girsu kontynuowały kolejne ekspedycje francuskie – w latach 1903–1909 – pod kierownictwem Gastona Crosa (1861–1915), w latach 1929–1931 przez Henriego de Genouillaca (1881–1940) i w 1931–1933 przez André Parrota (1901–1980).
W toku francuskich prac (1877–1933) odkryto m.in. archiwa tabliczek zapisanych pismem klinowym, liczne pieczęcie cylindryczne, stelę sępów z dwustronnym przedstawieniem figuralnym i opisem zwycięstwa sumeryjskiego władcy Lagasz – Eanatuma nad sąsiednim miastem-państwem Umma oraz posągi Gudei.